# Troféu Santa Clara
Troféu Santa Clara é uma premiação simbólica criada pelo jornal Folha de S.Paulo para eleger os piores da televisão aberta brasileira. O prêmio foi instituído em 1997 com o objetivo de fazer uma crítica humorada à baixa qualidade dos produtos oferecidos pelas concessões públicas de televisão. Desde sua criação, o evento e sua votação eram feitos na véspera do dia de Santa Clara, padroeira da televisão, e apresentados no Caderno de TV. A última edição da Folha foi em 2004. A partir de 2008, o prêmio passou a ser apresentado no blog do jornalista André Santana e em sua coluna no jornal. A data de apresentação não foi alterada.

## Vencedores

### 1997[5]
- Pior da TV: Antônio Alves, Taxista (SBT)
- Pior Apresentador: Ratinho (Ratinho Livre, Record)
- Pior Novela: Maria Mercedes/Marimar/Maria do Bairro (SBT)
- Pior Ator: Victor Fasano (Salsa e Merengue, Globo)
- Pior Atriz: Leila Lopes (O Rei do Gado, Globo)
- Pior Humorista: Tom Cavalcante (Globo)
- Pior Apresentador de Auditório: Luciano Huck (Band)
- Pior Apresentadora Infantil: Mara Maravilha (Record)
- Piores Âncoras: Eliakim Araújo e Leila Cordeiro (Jornal do SBT)
- Pior Locutor Esportivo: Galvão Bueno
- Pior Comentarista Esportivo: Roberto Avallone
- Pior Comentarista Econômico: Salomão Schwartzman
- Pior Entrevistador: José Maurício Machline
- Pior Colunista Social: Otávio Mesquita
- Pior Filho de Artista: Tarcísio Filho
- Pior Nu: Dercy Gonçalves no Sai de Baixo (Globo)
- Piores Efeitos: Abertura de A Indomada (Globo)
- Pior Programa Jornalístico: 190 Urgente (CNT)
- Pior Anúncio: Seven Day Diet, com Emerson Fittipaldi
- Pior da TV Paga: TV Assembléia
- Prêmio Jurassic TV: Xênia Bier (Mulheres, TV Gazeta)
- Troféu "Ah, Eu Tô Maluco": Ratinho

### 1998[6]
- Pior da TV: Cissa Guimarães no 500 Gols do Faustão (Domingão do Faustão, Globo)
- Pior programa coordenado por uma mulher: Programa Ana Maria Braga (Record)
- Mala do Ano: Mister M (quadro no Fantástico, Globo)
- Pior Novela: Fascinação (SBT)
- Pior Ator: Victor Fasano (Victor Fasano, Globo)
- Pior Atriz: Isadora Ribeiro (Torre de Babel, Globo)
- Grávida mais chata: Xuxa
- Pior Programa Infantil: Vila do Tiririca (Manchete)
- Pior Desajustado: Zagallo (Bate-Bola com Zagallo, Manchete)
- Pior Locutor Esportivo: Galvão Bueno (Globo)
- Pior Comentarista de Política: Miriam Leitão
- Pior Peruca: Walter Mercado
- Maior Fiasco: A explosão do shopping (Torre de Babel, Globo)
- Pior Dominical: Fantástico (Globo)
- Pior Programa de Debate: Márcia (SBT)
- Pior Programa Jornalístico: Jornal Nacional (Globo), Cidade Alerta (Record)
- Pior da TV Paga: Rede Gospel
- Gafe do Ano: Pedro Bial comentar balé com "Isso é coisa de veado!" (Fantástico, Globo)

### 1999[7][8]
- Pior da TV: Marcelo Rezende entrevista o Maníaco do Parque (Fantástico, Globo)[9]
- Pior Programa Feminino: Programa Ana Maria Braga (Record)
- Mala do Ano: Mister M (Fantástico, Globo)
- Pior Novela: Brida (Manchete)
- Pior Ator: Carlos Alberto Riccelli (Chiquinha Gonzaga, Globo)
- Pior Atriz: Letícia Spiller (Suave Veneno, Globo)
- Loira menos inteligente: Carola Scarpa
- Pior Programa Infantil: Eliana & Alegria (Record)
- Humorístico mais deprê: A Guerra dos Pintos (Band)
- Pior Locutor Esportivo: Galvão Bueno (Globo)
- Pior Comunicador: Sérgio Mallandro (CNT/ Gazeta)
- Fiasco do Ano: Muvuca (Globo)
- Pior musical: Fantasia (SBT)
- Pior Programa Jornalístico: SBT Repórter
- Pior da TV Paga: O preço dos jogos do Campeonato Brasileiro no pay-per-view.
- Gafe do Ano: Carla Perez declarar "'I' de 'escola'?" (Fantasia, SBT)

### 2000[10]
- Pior da TV: Pegadinhas do Mallandro (Festa do Mallandro, CNT/ Gazeta)
- Pior Programa Feminino: Mais Você (Globo)
- Fiasco do Ano: Megatom (Globo)
- Pior Apresentador: Luciano Huck (Caldeirão do Huck, Globo)
- Pior Apresentadora: Carla Perez (Canta e Dança, Minha Gente, SBT)
- Pior Novela: Kassandra (SBT)
- Pior Ator: Reynaldo Gianecchini (Laços de Família, Globo) e Oscar Magrini (Marcas da Paixão, Record)
- Pior Atriz: Letícia Spiller (Esplendor, Globo), Vanessa Lóes e Carla Regina (Marcas da Paixão, Record)
- Pior Locutor Esportivo: Galvão Bueno (Globo)
- Pior Programa Infantil: Galera na TV (RedeTV!)
- Pior Humorístico: Te Vi na TV (RedeTV!), Megatom (Globo) e Escolinha do Barulho (Record)
- Pior Plástica: Os seios da Feiticeira (O+, Band)
- Pior Programa Jornalístico: SBT Repórter
- Troca de emissora mais infeliz: Serginho Groisman (SBT para Globo) e Márcia Goldschmidt (SBT para Gazeta)
- Gafe do Ano: Suzana Alves declarar "Ah, essa é a Simone! A voz dela é irreconhecível" (Programa Silvio Santos, SBT)

### 2001
| Categoria                  | Votação Popular                                | Júri                                           |
| -------------------------- | ---------------------------------------------- | ---------------------------------------------- |
| Pior da TV                 | Programa do Ratinho (SBT)                      | Eu Vi na TV (RedeTV!)                          |
| Pior Programa Feminino     | Note e Anote (Record)                          | A Casa É Sua (RedeTV!)                         |
| Fiasco do Ano              | Sociedade Anônima (Globo)                      | Festival da Música Brasileira (Globo)          |
| Pior Apresentador          | Fausto Silva (Domingão do Faustão, Globo)      | Mallandro (Festa do Mallandro, CNT/ Gazeta)    |
| Pior Apresentadora         | Luciana Gimenez (Superpop, RedeTV!)            | Luciana Gimenez (Superpop, RedeTV!)            |
| Pior Novela                | Estrela-Guia (Globo)                           | Café com Aroma de Mulher (SBT)                 |
| Pior Ator                  | Reynaldo Gianecchini (Laços de Família, Globo) | Reynaldo Gianecchini (Laços de Família, Globo) |
| Pior Atriz                 | Sandy (Estrela-Guia, Globo)                    | Angélica (Um Anjo Caiu do Céu, Globo)          |
| Pior Locutor Esportivo     | Galvão Bueno (Globo)                           | Galvão Bueno (Globo)                           |
| Pior Programa Infantil     | Bambuluá (Globo)                               | Bambuluá (Globo)                               |
| Pior Humorístico           | A Praça é Nossa (SBT)                          | Megatom (Globo)                                |
| Pior Dominical             | Domingo Legal (SBT)                            | Domingo Legal (SBT)                            |
| Pior Programa Jornalístico | Cidade Alerta (Record)                         | Linha Direta (Globo)                           |

### 2002
| Categoria                  | Votação Popular                                         | Júri                                                                  |
| -------------------------- | ------------------------------------------------------- | --------------------------------------------------------------------- |
| Pior da TV                 | Festa do Mallandro (Gazeta)                             | Canal Aberto (RedeTV!)                                                |
| Pior Programa Feminino     | Falando Francamente (SBT)                               | Falando Francamente (SBT)                                             |
| Fiasco do Ano              | Marisa Orth apresentando o Big Brother Brasil 1 (Globo) | Marisa Orth apresentando o Big Brother Brasil 1 (Globo)               |
| Pior Apresentador          | João Kléber (Eu Vi na TV e Canal Aberto, RedeTV!)       | João Kléber (Eu Vi na TV e Canal Aberto, RedeTV!)                     |
| Pior Apresentadora         | Luciana Gimenez (Superpop, RedeTV!)                     | Márcia Goldschmidt (Hora da Verdade, Band)                            |
| Pior Novela                | Marisol (SBT)                                           | Desejos de Mulher (Globo)                                             |
| Pior Ator                  | Alexandre Frota (Marisol, SBT)                          | Luciano Szafir (O Clone, Globo)                                       |
| Pior Atriz                 | Bárbara Paz (Marisol, SBT)                              | Mel Lisboa (Desejos de Mulher, Globo)                                 |
| Pior Locutor Esportivo     | Galvão Bueno (Globo)                                    | Galvão Bueno (Globo)                                                  |
| Pior Programa Infantil     | A Turma do Didi (Globo)                                 | Eliana & Alegria (Record) Bom Dia & Cia. (SBT) Gente Inocente (Globo) |
| Pior Humorístico           | A Praça é Nossa (SBT)                                   | Zorra Total (Globo)                                                   |
| Pior Dominical             | Domingo Legal (SBT)                                     | Domingo Legal (SBT)                                                   |
| Pior Programa Jornalístico | TV Fama (RedeTV!)                                       | Repórter Cidadão (RedeTV!)                                            |
| Pior entrevistador         | Otávio Mesquita (Band)                                  | Otávio Mesquita (Band)                                                |
| Pior mesa-redonda          | Mesa Redonda - Copa 2002(Globo)                         | Mesa Redonda Futebol Debate (Gazeta) Terceiro Tempo (RedeTV!)         |
| Pior reality show          | Popstars (SBT)                                          | Hipertensão (Globo)                                                   |
| Pior programa teen         | Sandy & Júnior (Globo)                                  | Malhação (Globo) Sob Controle (Band)                                  |

### 2003[15]
| Categoria                  | Votação Popular                               | Júri |
| -------------------------- | --------------------------------------------- | --- |
| Pior da TV                 | Canal Aberto (RedeTV!)                        | Canal Aberto (RedeTV!)                                                                                                   |
| Pior Programa Feminino     | TV Fama (RedeTV!)                             | Falando Francamente (SBT)                                                                                                |
| Fiasco do Ano              | O Jogo (Globo)                                | O Jogo (Globo) |
| Pior Apresentador          | João Kléber (Canal Aberto, RedeTV!)           | Gilberto Barros (Boa Noite Brasil, Band) Wagner Montes (Verdade do Povo, Record) José Luiz Datena (Brasil Urgente, Band) |
| Pior Apresentadora         | Márcia Goldschmidt (Hora da Verdade, Band)    | Márcia Goldschmidt (Hora da Verdade, Band)                                                                               |
| Pior Novela                | Kubanacan (Globo)                             | Jamais Te Esquecerei (SBT)                                                                                               |
| Pior Ator                  | Rafael Calomeni (Mulheres Apaixonadas, Globo) | Erik Marmo (Mulheres Apaixonadas, Globo)                                                                                 |
| Pior Atriz                 | Vera Fischer (Agora É que São Elas, SBT)      | Júlia Almeida (Mulheres Apaixonadas, Globo)                                                                              |
| Pior Locutor Esportivo     | Galvão Bueno (Globo)                          | Galvão Bueno (Globo) |
| Pior Programa Infantil     | Xuxa no Mundo da Imaginação (Globo)           | Xuxa no Mundo da Imaginação (Globo)                                                                                      |
| Pior Humorístico           | A Turma do Didi (Globo)                       | A Turma do Didi (Globo)                                                                                                  |
| Pior Dominical             | Domingo Legal (SBT)                           | Domingo Legal (SBT) |
| Pior Programa Jornalístico | Cidade Alerta (Record)                        | SBT Repórter (SBT) |
| Pior entrevistador         | Otávio Mesquita (Band)                        | Otávio Mesquita (Band)                                                                                                   |
| Pior mesa-redonda          | Mesa Redonda Futebol Debate (Gazeta)          | Apito Final (Band) Debate Bola (Record) Terceiro Tempo (RedeTV!)                                                         |
| Pior reality show          | O Jogo (Globo)                                | O Jogo (Globo) |
| Pior programa teen         | Jovens Tardes (Globo)                         | Jovens Tardes (Globo) |

### 2004
Todos são os escolhidos da votação popular.
- Pior da TV: Eu Vi na TV (RedeTV!)
- Pior Programa de Variedades: Swing com Syang (Gazeta)
- Fiasco do Ano: Escândalo Gugu-PCC (Domingo Legal, SBT)
- Pior Apresentador: João Kléber (Canal Aberto, RedeTV!)
- Pior Apresentadora: Márcia Goldschmidt (Jogo da Vida, Band)
- Pior Novela: Metamorphoses (Record)
- Pior Ator: Dado Dolabella (Senhora do Destino, Globo)
- Pior Atriz: Letícia Spiller (Senhora do Destino, Globo)
- Pior Locutor Esportivo: Galvão Bueno (Globo)
- Pior Programa Infantil: Xuxa no Mundo da Imaginação (Globo)
- Pior Humorístico: Zorra Total (Globo)
- Pior Dominical:Domingo Legal (SBT)
- Pior Programa Jornalístico: Cidade Alerta (Record)
- Pior entrevistador: Otávio Mesquita (Band)
- Pior mesa-redonda: Terceiro Tempo (RedeTV!)